# Cattedrale di Santa Maria (Darwin)
La cattedrale di Santa Maria o cattedrale memoriale di guerra di Santa Maria Stella Maris (in inglese: St Mary's Cathedral; nome per esteso:St Mary's Star of the Sea War Memorial Cathedral) è il principale luogo di culto cattolico della città di Darwin, in Australia, e sede vescovile della diocesi di Darwin.

## Storia
Durante la seconda guerra mondiale la chiesa di Santa Maria era stata sede del presidio della cappellania militare, per le truppe australiane di stanza nella città. Subito dopo la guerra emerse la necessità di edificare una struttura più ampia. Il progetto venne affidato a Ian Ferrier, originario di Brisbane.
La prima pietra, tagliata da Rum Jungle, il sito della prima miniera di uranio nel Territorio, fu benedetta dal vescovo O'Loughlin il 13 luglio del 1958. Le operazioni di costruzione vennero affidate a Carl Johansson fino al 1962 quando gli subentrò John D'Arcy.
La cattedrale è stata benedetta e aperta al culto dal vescovo O'Loughlin il 19 Agosto 1962 e consacrata il 20 agosto 1972. La chiesa è dedicata a Santa Maria, Stella del Mare, ed è allo stesso tempo cattedrale e memoriale di guerra per quei militari australiani, americani, inglesi e olandesi che hanno perso la vita nella zona durante la guerra e ai residenti civili morti in guerra.

## Descrizione
Il carattere memoriale si riflette in una serie di pannelli di vetro colorato nella finestra ovest donati dalle forze armate australiane e americane che raffigurano i loro rispettivi simboli. Le linee di design neogotico contemporaneo del Duomo sono maestose. Caratteristiche particolari dell'edificio sono una serie di archi parabolici alti 16 metri e l'ampio uso di pietra locale. La porcellanite bianca è stata tagliata dalle scogliere di porto di Darwin. Oltre alle pareti, la porcellanite è stata utilizzata nel fonte battesimale e nel pulpito.
La cattedrale è dominata all'ingresso principale da una torre 26 metri, sormontata da una croce alta 6 metri. Il tetto della cattedrale è in rame, per rispondere alle caratteristiche climatiche locali, e una serie di ante di vetro percorre l'intera lunghezza delle due pareti della navata, fornendo ventilazione all'ambiente. Il presbiterio e l'altare maggiore rispecchiano la vocazione missionaria della diocesi, con l'utilizzo di materiali locali.

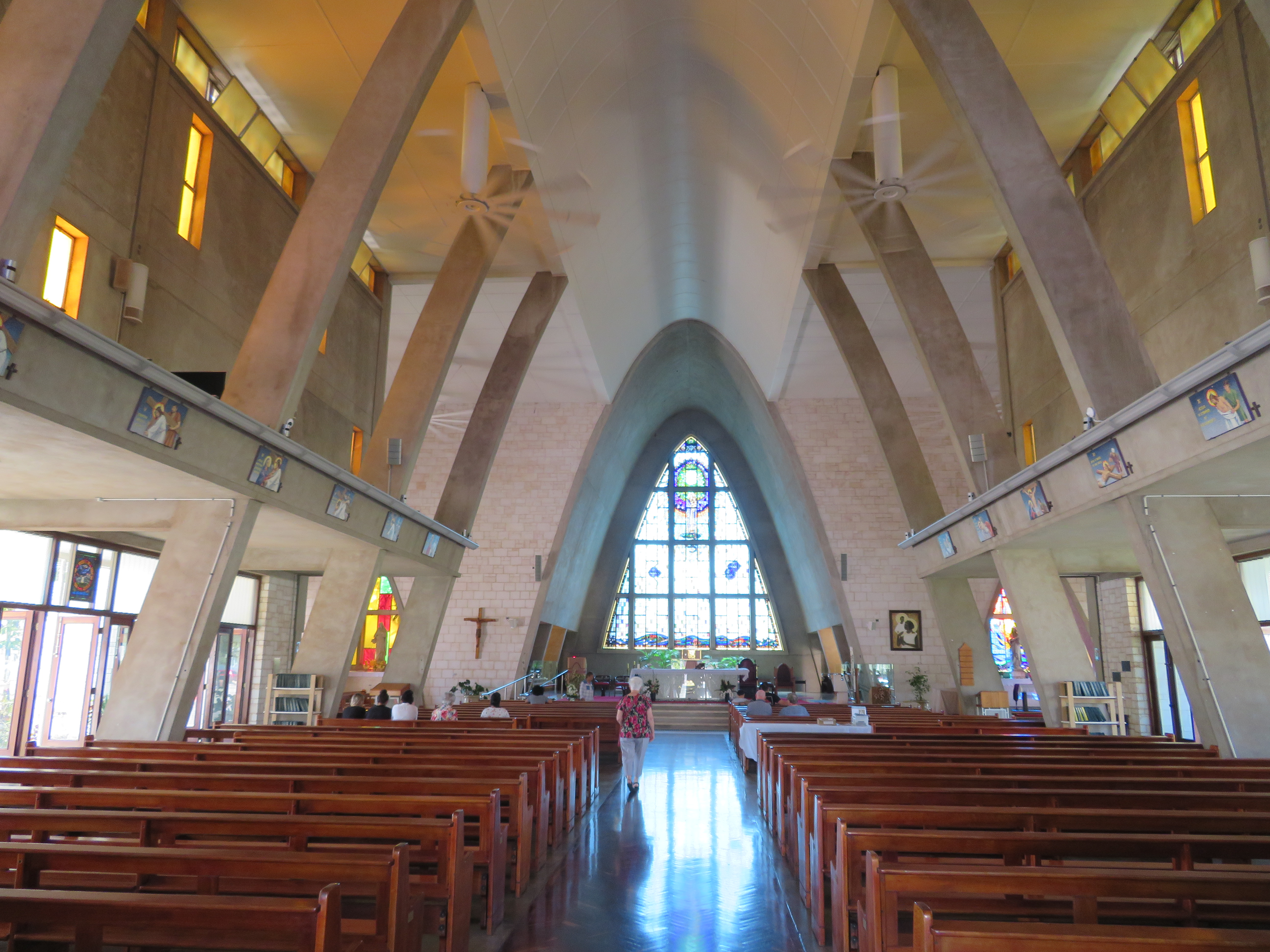
Cattedrale di Santa Maria (Darwin)